# Signe Hornborg
Signe Ida Katarina Hornborg (Turku, 8 november 1862 - Helsinki, 6 december 1916) was een Finse architect.
Signe Hornborg groeide op als vijfde van zeven kinderen in het gezin van Hilda Thomé en Anders Johan Hornborg, de progressieve Lutherse bisschop van Porvoo. In het voorjaar van 1888 kon ze, met zijn steun, met dispensatie gaan studeren aan de Technische Universiteit van Helsinki, waar ze in 1890 afstudeerde. Zo werd ze de eerste vrouw in Finland, en vermoedelijk zelfs in de hele wereld, met een academische graad in de architectuur. Kort na het afstuderen van Hornborg is er nog een groep andere vrouwen aan dezelfde universiteit afgestudeerd als architect, onder wie Wivi Lönn, Hilda Hongell, Inez Holming, Signe Lagerborg-Stenius en Bertha Stollenwald. Deze trend zette zich in Finland door: in 1930 zou een derde van alle Finse architecten van het vrouwelijk geslacht zijn.
Signe Hornborg heeft langdurig samengewerkt met de beroemde Finse architect Lars Sonck, maar verrichtte ook werkzaamheden voor andere architecten, onder wie Elia Heikel. Voor zover bekend heeft ze nooit zelfstandig als architect geopereerd.
Haar bekendste werk, dat nog steeds bestaat, is het Newander-huis (in de volksmond ook bekend als 'Signelinna') in Pori: een appartementencomplex in neorenaissance-stijl.
Hornborg ontwierp ook de voorgevel van een appartementengebouw aan de Sepänkatu in Helsinki (1897). Ze mocht niet het hele gebouw ontwerpen, omdat de opdrachtgever nog van mening was dat het vak van architect was voorbehouden aan mannen. Hornborg ontwierp ook de brandweerkazerne in Hamina.

## Selectie van door Hornborg ontworpen gebouwen
- Newander-huis in Pori, 1892
- De brandweerkazerne van Hamina
- Voorgevel van appartementencomplex aan de Sepänkatu (Smedsgatan) 1 in Helsinki, 1897 (eind jaren 1960 gesloopt)
- Huis voor arme kinderen in Helsinki, in opdracht van de filantroop Fanny Palmén (gesloopt).